# Oheň a voda (Hvězdná brána)
Oheň a voda je 12. epizoda 1. řady sci-fi seriálu Hvězdná brána.

## Děj
Tři členové týmu SG-1 se vrátí předčasně z mise a oznamují, že Dr. Daniel Jackson je mrtvý. Všichni jsou lékařsky vyšetřeni a jsou úplně v šoku. Jsou přesvědčeni, že Daniel uhořel, a že oni přežili, když se ponořili v blízkém moři. Daniel má obřad se všemi vojenskými poctami a věnec je poslán skrze Hvězdnou bránu. Když se kdokoli zmíní o návratu na planetu, tým reaguje s hrůzou a protestuje.
Přestože se v SGC domnívají, že Dr. Jackson je mrtvý, není tomu tak. Probouzí se v podvodním komplexu na planetě. Je sám a volá ostatní členy týmu, ale nikdo se neozývá. Daniel je konfrontován s podivným tvorem, který chce, aby Daniel překládal různé nápisy klínového písma, a když si přečte jméno "Omoroca", tvor reaguje rozzlobeně. Nakonec se tvor zeptá, co se stalo Omoroce, která byla jeho družkou. Daniel neví, co se jí stalo, ale tvor jej obviňuje ze lži. Tvor se domnívá, že Země je stále ještě zotročena Goa'uldy, a myslí si, že Daniel je posedlý Goa'uldem. Na to Daniel vybuchne a ptá se, proč by měl sloužit rase, která unesla jeho ženu.
Na Zemi zbylí členové SG-1 nemohou přestat myslet na Danielovu smrt a především plukovník Jack O'Neill reaguje velmi podrážděně, když na něj myslí. Jack zvažuje odchod do důchodu.
Mezitím je Daniel stále více frustrovaný z práce pro tvora, který mu není schopen pomoci a jen chce vědět, co se stalo s jeho družkou.
V SGC Dr. Janet Fraiserová znovu zkoumá tým a uvědomuje si, že všichni byli zmanipulováni. Ukazuje se, že jejich vzpomínky jsou falešné a že jsou všichni naprogramováni tak, aby se báli jít zpět na planetu.
Kapitán Samantha Carterová pak souhlasí, aby byla hypnotizována Dr. Jamesem MacKenziem. V hypnóze si vzpomíná, že všichni byli v nějaké místnosti a nakonec si uvědomí, že vzpomínky na Danielovu smrt jsou falešné. SG-1 sestaví záchrannou misi a vrací se na planetu. Když dosáhnou oceánu, kde se naposledy viděli s Danielem, není po něm ani stopa. Nicméně, Jack říká, že bez Daniela neodejdou.
Daniel souhlasí, aby tvor na něm použil přístroj na prohledávání vzpomínek. Zjišťuje, že tvor je Oannesan jménem Nem, a že Goa'uld Belus zabil Omorocu. Poté Nem souhlasí, s propuštěním Daniela. Nem s Danielem vystoupí z oceánu a jdou k SG-1. Daniel se s ním loučí a říká, že je mu líto Omorocy a že by mohli být přáteli. Nem odpoví, že časem i Daniel zjistí osud Sha're. Nem se vrací do oceánu a Daniel se vrací s ostatními domů.